# Antennaerenea niveosignata
Antennaerenea niveosignata is een keversoort uit de familie boktorren (Cerambycidae). De wetenschappelijke naam van de soort is voor het eerst geldig gepubliceerd in 1980 door Breuning.